# Velkopřevorské náměstí
Velkopřevorské náměstí (něm. Grandprioratsplatz) je nevelké veřejné prostranství na Malé Straně v Praze v městské části Praha 1. 

## Poloha

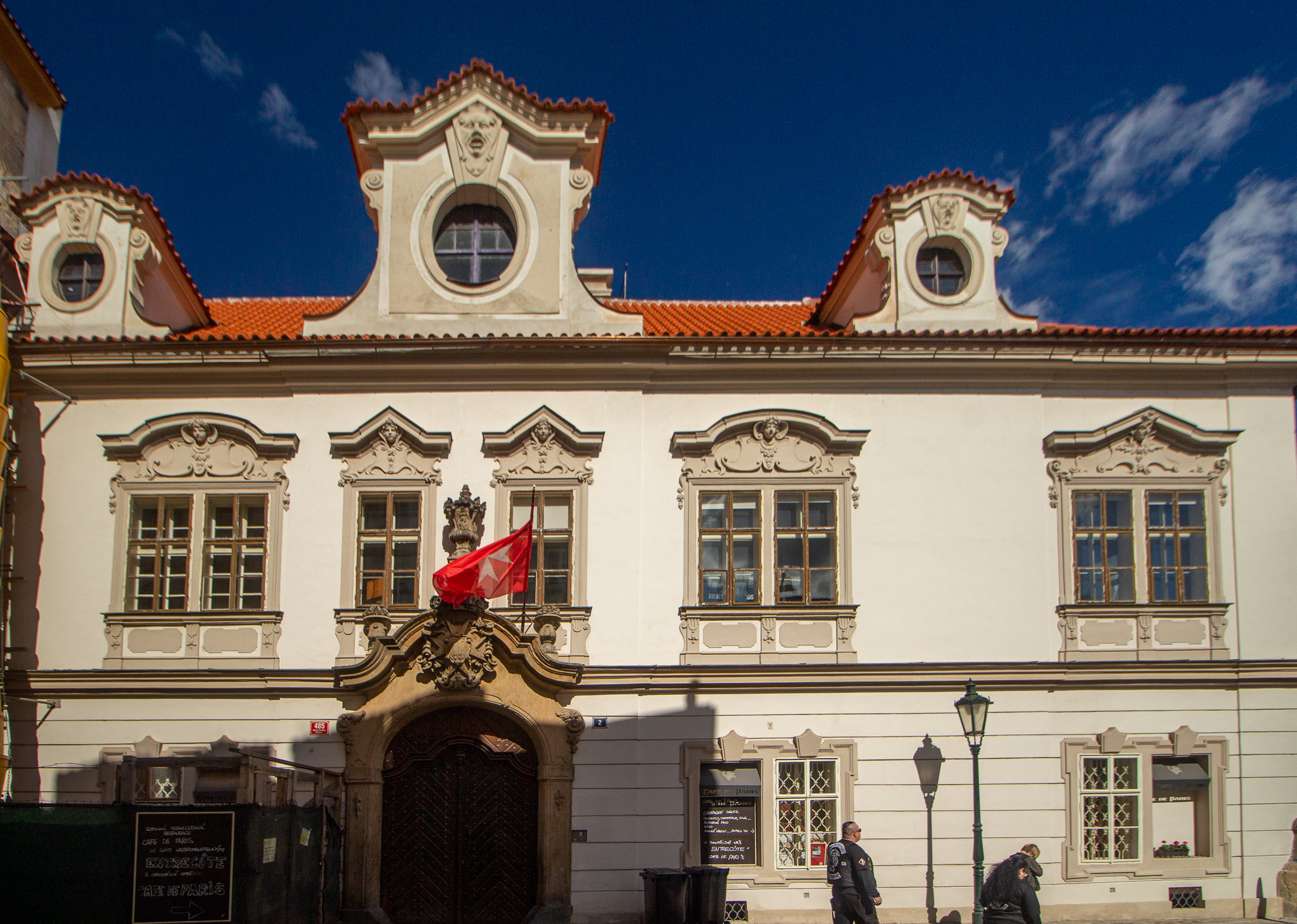
Velkopřevorský palác z Lázeňské ulice

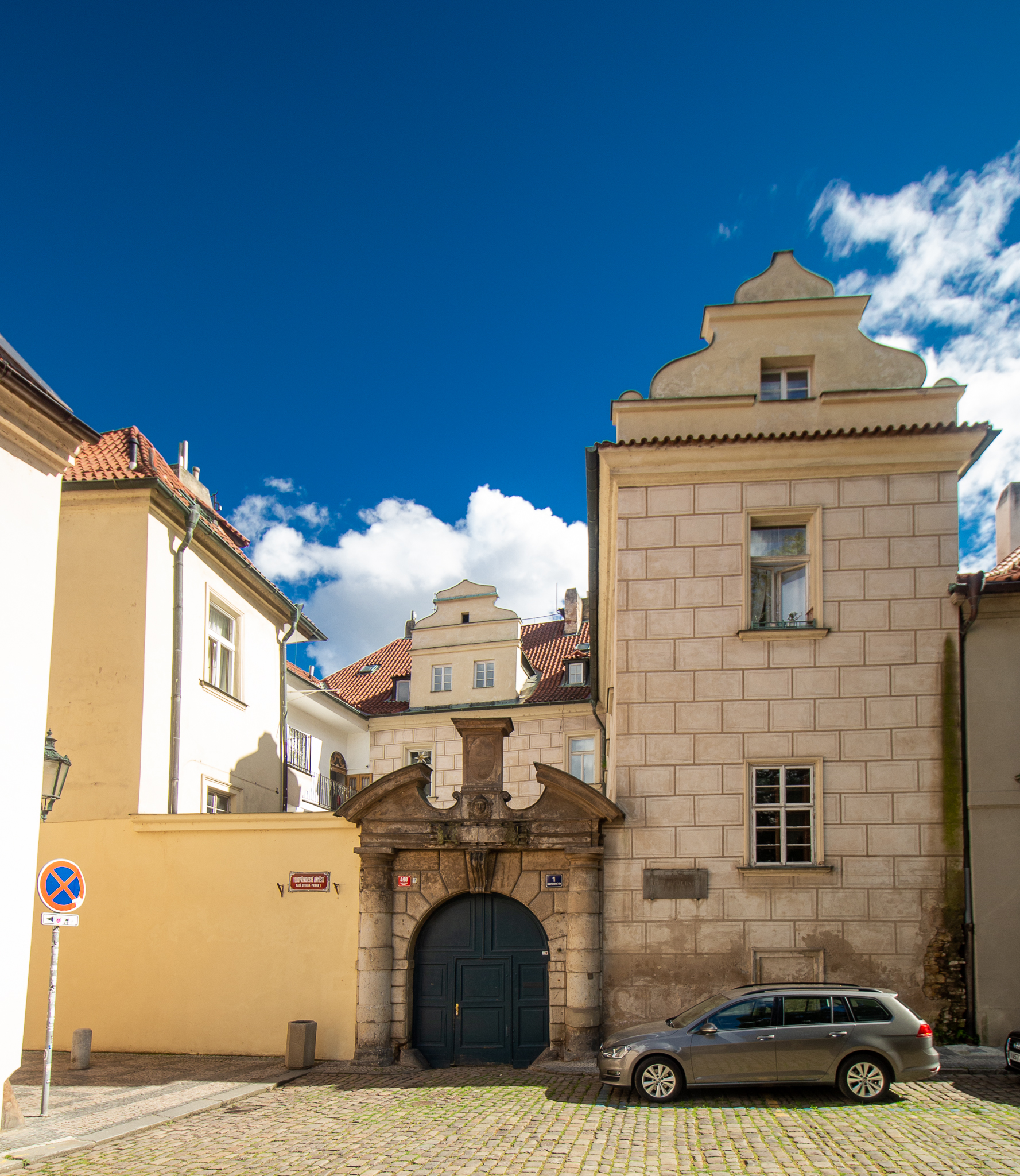
Palác Metychů z Čečova

Jedná se o prostranství, které směrem z centra Malé Strany začíná před budovou Velkopřevorského paláce a kostela Panny Marie pod řetězem. 
Sbíhají se zde dvě malostranské ulice: Lázeňská s Prokopskou, úzkou zalomenou uličkou se pak dá dojít až na hlavní prostor náměstí. Z něj je možné (na jeho východní straně) projít přes malý můstek přes Čertovku kolem Štěpánského mlýna na Kampu do Hroznové ulice. 
Název náměstí pochází z poloviny 18. století a je odvozen od názvu přilehlého Velkopřevorského paláce. V jeho zahradě se nachází dvousetletý platan javorolistý zvaný "Beethovenův". 
Jednou z místních turistických atrakcí je i známá Lennonova zeď na severní straně náměstí. Na náměstí jsou vysázeny vzrostlé stromy – lípy malolisté.

## Historie
Kdysi zde stávala zaniklá osada Trávník. Celý prostor je spojen s historií malostranskou komendou maltézského řádu u kamenného mostu, který zde sídlil v přilehlém klášteře.

## Významné stavby a instituce
- Velkopřevorský palác s Beethovenovým platanem v zahradě
- Lennonova zeď
- Velkopřevorský (Štěpánský) mlýn s otáčejícím se mlýnským kolem
- Palác Metychů z Čečova (Hrzánský palác)
- Buquoyský palác – sídlo francouzského velvyslanectví

## Veřejná prostranství v okolí
- Maltézské náměstí
- Kampa